# Erich Kaiser-Titz

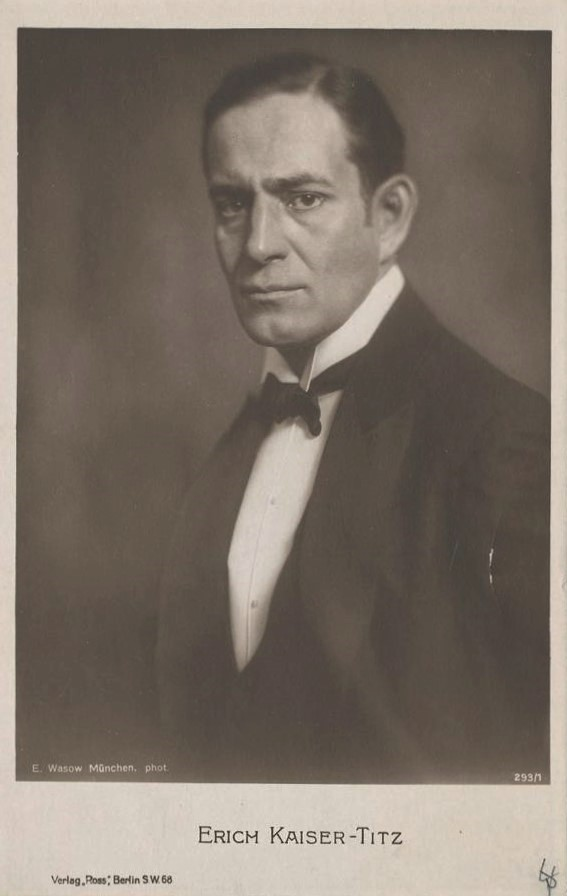
Kaiser-Titz, 1923

Erich Kaiser-Titz (Berlim, 7 de outubro de 1875 – Berlim, 22 de novembro de 1928) foi um ator alemão da era do cinema mudo.

## Filmografia selecionada
- 1915: Fürst Seppl
- 1915: Das Schicksal der Gabriele Stark
- 1916: Artur Imhoff
- 1916: Schloss Phantom
- 1916: Ramara
- 1927: Wochenendzauber
- 1927: Die Vorbestraften
- 1927: Der Herr der Nacht
- 1928: Dame in Schwarz
- 1928: Du sollst nicht stehlen
- 1928: Das Fräulein von Kasse 12
- 1928: Panik
- 1928: Ungarische Rhapsodie